# Rudolf Müller (Bildhauer, 1899)
Rudolf Müller (* 27. September 1899 in Basel; † 26. März 1986 in Ittigen) war ein Schweizer Bildhauer, Keramiker, Unternehmer, Redakteur und Autor. Sein künstlerisches Werk umfasst Porträtbüsten, Akte, Figurenkompositionen, Reliefs in Stein und Holz sowie Mosaike, Majolika und Gebrauchskeramik.

## Leben und Werk

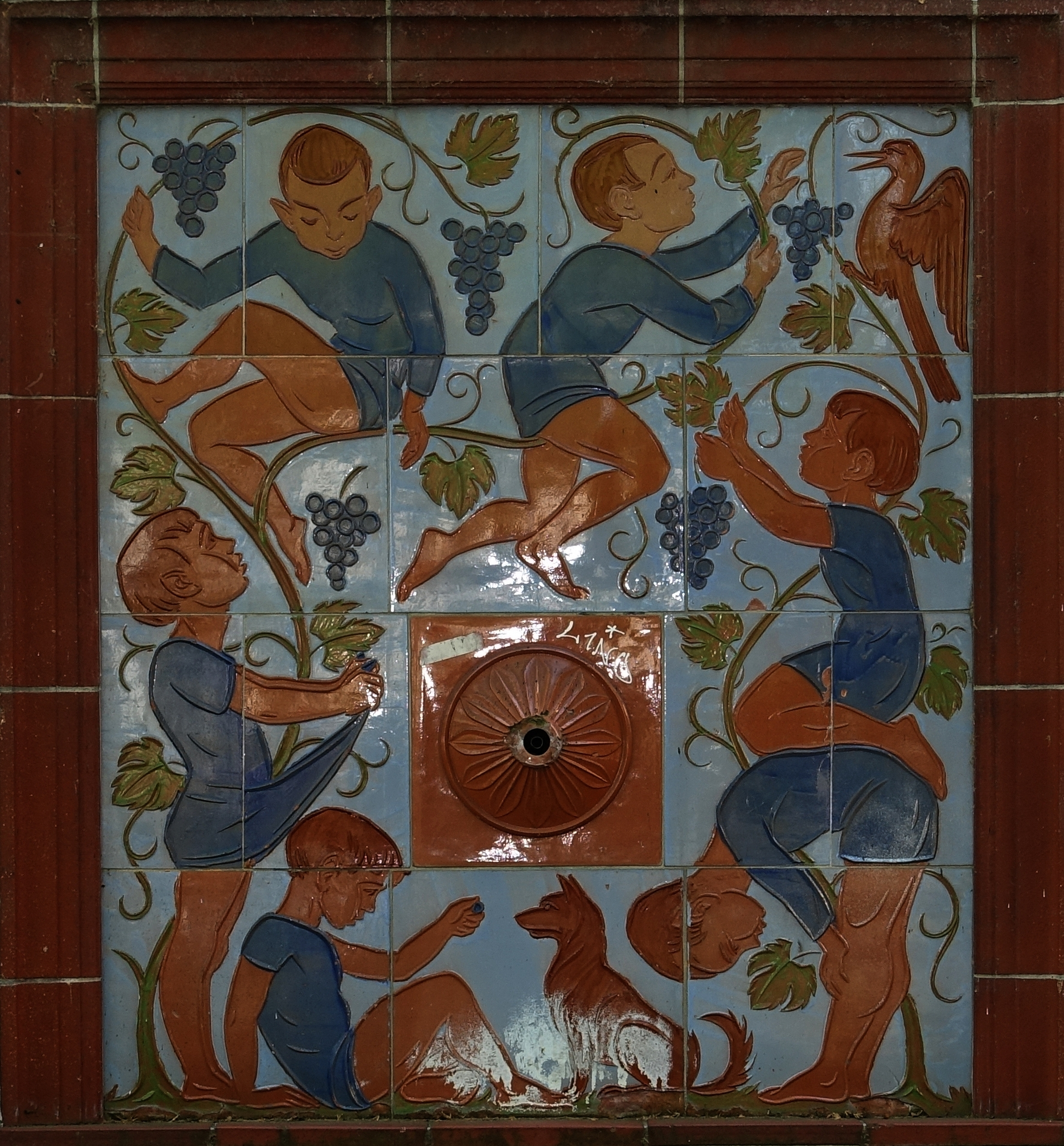
Majolika 1924, Gymnasium Leonhard am Kohlenberg.

Rudolf Müller arbeitete als Bildhauer in Basel und Tessin und erhielt 1923 sowie 1926 ein Eidgenössisches Kunststipendium. Zudem gewann er zusammen mit Paul Artaria den Wettbewerb des Kunstkredits Basel-Stadt für die Ausführung eines Brunnens an der Waisenhausmauer am Oberen Rheinweg in Basel.
Nach einer Krankheit begann sich Müller vegetarisch zu ernähren und übernahm 1929 in Zürich ein Reformhaus, das zur Grundlage der «Reformhaus Müller»-Kette wurde. Er war Mitinitiant des 1932 gegründeten Berufsverbandes «Bund Schweizer Reformhäuser (BSR)» und übernahm unter dem Präsidenten Anton Stoll bis 1943 das Amt des Verbandssekretärs. Ebenfalls 1932 gründete er in der zürcherischen Landgemeinde Bassersdorf eine alternative Wohn- und Arbeitssiedlung «Siedlungs- und Gartenbaugenossenschaft Schatzacker», die 1936 errichtet wurde. In diese zogen auch die Kabarettistin Elsie Attenhofer und 1940 ihr Ehemann, der Germanist Karl Schmid, ein. 1945 verkaufte er sowohl die Reformhaus-Kette als auch die 1935 von ihm gegründete «Biokosma AG» an Max Steidle. Anschliessend hielt er sich in Paris auf, um sich der Bildhauerei und Malerei zu widmen.
Nach der Scheidung von seiner Frau übernahm er 1952 das Kinderheim in Vallamand und führte dieses 17 Jahre lang. 1953 übernahm Müller die Redaktion der neu gegründeten Zeitschrift Sonnseitig leben und schrieb in der Folge Bücher zu den Themen gesunde Ernährung und gesunde Lebensführung.

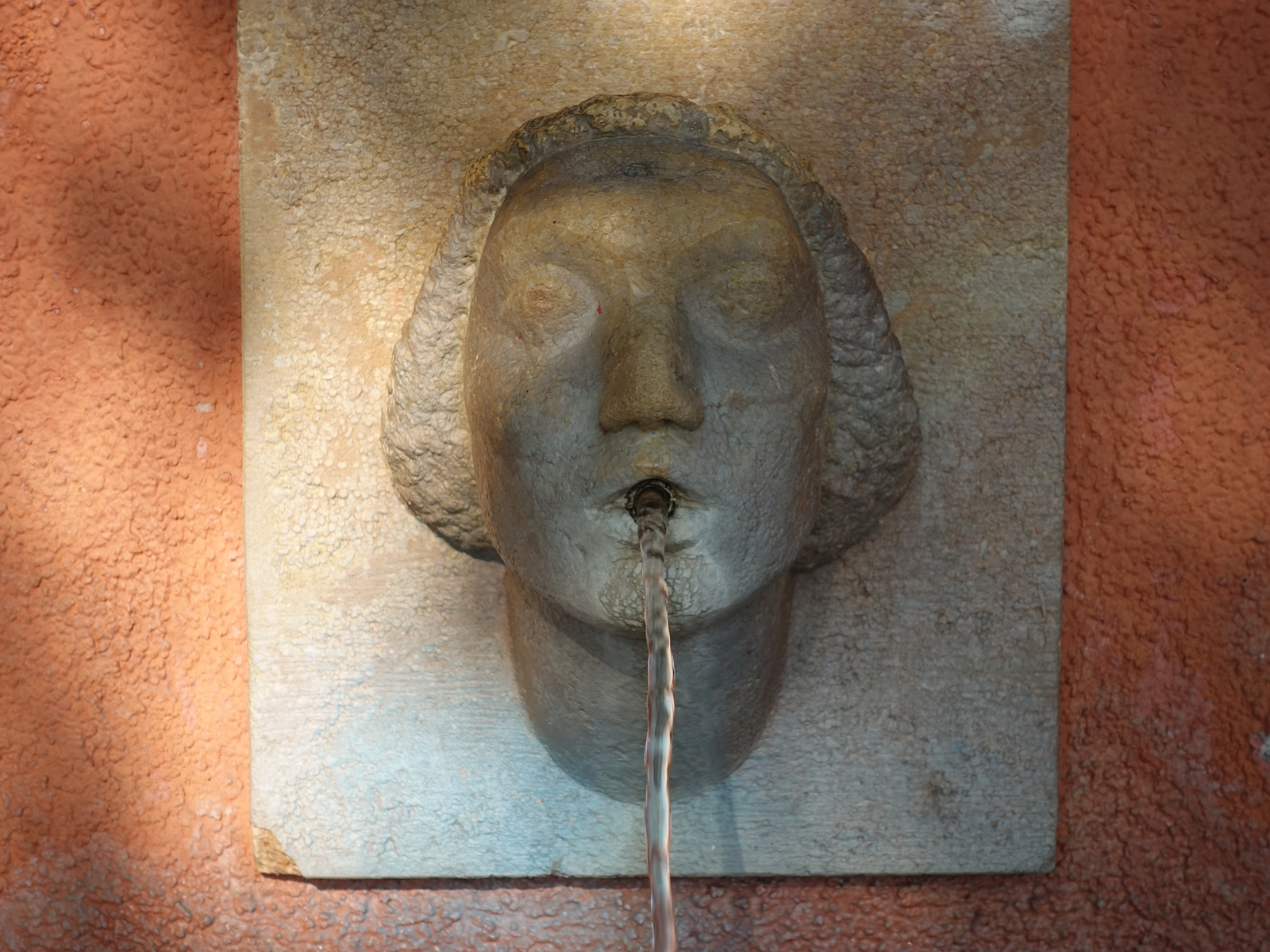
Brunnenplastik

Rudolf Müller gehörte 1973 zusammen mit seinem Sohn Tobias (* 1945), Ueli Pfenniger, Dietrich Weidemüller sowie Paul Dietrich zu den treibenden Kräften bei der Gründung des Vereins «Gemeinnützigen Gesellschaft Schweizer Bergheimat». Als Präsident konnte er jedoch seine Vorstellung, eine Grosssiedlung zu schaffen, innerhalb der neuen Organisation nicht durchsetzen und gab das Präsidium nach einem Jahr wieder ab. Sein Nachfolger wurde sein Sohn Tobias. Müller war vier Mal verheiratet und Vater von 11 Kindern.

## Werke (Auswahl)
- 1921–1922 Tanzende. Relief (Laufener Kalkstein) und Plastik. Brunnenanlage von Paul Artaria, Waisenhausmauer, Oberer Rheinweg, Basel
- 1924: Majolika. Brunnennische bei Gymnasium Leonhard am Kohlenberg
- 1926: Knabe auf dem Delphin. Majolika. Brunnennische des EW-Pavillons, Kannenfeldplatz, Basel